# Jen Simmons
Jen Simmons – graficzka, programistka stron internetowych, edukatorka i mówczyni znana z wiedzy na temat standardów sieciowych, w szczególności HTML i CSS.
Jest członkinią CSS Working Group, gdzie pomagała tworzyć różne specyfikacje. W szczególności odegrała znaczącą rolę we wdrażaniu i pracach nad układem grid (CSS). Pracowała również jako rzeczniczka programistów w Mozilli, a później w Apple.

## Życiorys
Simmons uzyskała tytuł licencjata z socjologii w Gordon College w 1991 roku. W 2007 roku ukończyła Temple University z tytułem magistra na wydziale Film and Media Arts.
Według własnych deklaracji jest webmasterką od 1996 roku, ale pracowała również przy projektowaniu materiałów drukowanych oraz w teatrze m.in. przy projektowaniu oświetlenia.
Jest główną projektantką i wykonawczynią skórki Bartik dla Drupala, która powstała w 2010 roku. Skórka jest jednym z podstawowych motywów i przez lata była domyślną skórką w Drupalu (w wersjach 7, 8 i 9).
W 2013 roku dołączyła do Responsive Images Community Group, jednej z grup World Wide Web Consortium (W3C).
Od 2016 roku była rzeczniczką programistów i projektantką w firmie Mozilla, gdzie zaprojektowała m.in. inspektora gridów dla przeglądarki Firefox. Od 2020 roku Simmons jest rzeczniczką programistów w Apple w zespole Web Developer Experience dla WebKit i Safari.
Od 2016 roku Simmons jest członkinią CSS Working Group, grupy utworzonej w ramach W3C. Dołączyła do CCS WG podczas pracy dla Mozilli i kontynuowała pracę jako pracowniczka Apple. W tym czasie pomogła przygotować i wdrożyć specyfikację CSS Grid Layout (poziom 1 i 2), CSS Containment (poziom 3), CSS Cascading and Inheritance (poziom 5 i 6) oraz CSS Shapes (poziom 1). Była redaktorką specyfikacji CSS Box Sizing (poziom 4) oraz CSS Grid Layout (poziom 3).

## Znaczenie
Simmons prowadziła kanał YouTube „Layout Land” oraz podcast „The Web Ahead”. Była prelegentką na konferencjach takich jak An Event Apart, South by Southwest, Fluent, DrupalCon i SmashingConf.
Ukuła termin „intrinsic design”, który ma być ewolucją Responsive web design, czyli filozofią układów stron internetowych, które w tym wypadku łączą ze sobą stałe, dopasowane do treści i płynne układy.
Simmons jest na Twitterze od 2007 roku i według stanu na marzec 2023 ma ponad 100 tysięcy obserwujących. W 2007 roku ukuła termin „fail whale” (wieloryb porażka) dla twitterowej ilustracji, która pojawiała się w ich ówczesnym komunikacie o błędzie.